# Hospital Nacional de Palau
L'Hospital Nacional de Palau (oficialment en anglès, Belau National Hospital) és un hospital públic situat a Koror, l'antiga capital de la República de Palau. Fou inaugurat el 1992, dos anys abans de proclamar la seva plena independència, i es tracta de la infraestructura mèdica amb més serveis, importància i capacitat d'aquest estat d'Oceania.
S'ha documentat que en aquest hospital es diagnostiquen i tracten les ràtios de pacients amb esquizofrènia més altes del món. Palau és l'estat mundial amb més casos d'aquest trastorn mental per nombre d'habitants i amb una freqüència gairebé del doble en homes que en dones, amb causes que apunten als rols de gènere i al tipus de societat matriarcal que regeix l'etnologia del país, com també a factors genètics en algunes nissagues.

## Instal·lacions i serveis
L'Hospital Nacional de Palau fou construït el 1992 com a complex de 13 edificis amb una àrea útil de 7683 metres quadrats, edificats en uns terrenys de poc més de 3 hectàrees. Gestiona tant els tractaments i les cirurgies que necessiten ingrés hospitalari, com les que no. Atesa la seva situació estratègica a l'antiga capital palauaiana, a l'inici dels anys 1990 un 70% de la població que abastava eren residents a Koror, mentre que el 30% restant eren habitants de les altres poblacions de l'illa de Palau i de la resta de les illes de l'arxipèlag estatal. D'aquest darrer 30%, s'estimava que un quart de la població eren residents en altres illes com a molt a una hora de distància en vaixell de l'hospital.
Aquesta infraestructura va reemplaçar l'Hospital Memorial McDonald, que havia estat construït el 1959 i, ja a les primeries del decenni del 1980, es trobava completament desbordat i en molt mal estat. Amb la construcció de l'Hospital Nacional, el McDonald va passar a limitar-se a programes de salut comunitària i d'atenció primària.
Els casos que no poden ser tractats a l'Hospital Nacional de Palau, xifrats en uns 130 anuals a les darreries del segle xx, són derivats a centres hospitalaris de Hawaii, de Guam, de la ciutat filipina de Manila o àdhuc dels Estats Units d'Amèrica. Atès el gran pes del turisme en l'economia palauiana i les limitacions econòmiques i de personal de què disposa quant a emergències i tractaments especialitzats, les guies turístiques encoratgen els visitants amb condicionants mèdics preexistents que duguin els seus propis medicaments per a tota l'estada i contractin bones assegurances amb evacuació mèdica.